# Rzęgnowo
Rzęgnowo [pronunciación en polaco: /ʐɛŋɡˈnɔvɔ/] es un pueblo en el distrito administrativo de Gmina Dzierzgowo, dentro del Distrito de Mława, Voivodato de Mazovia, en el centro-este de Polonia. Se encuentra aproximadamente 6 kilómetros al sur de Dzierzgowo, 23 kilómetros al este de Mława, y 102 kilómetros al norte de Varsovia.